# HR 5256
HR 5256 (HD 122064 / HIP 68184 / G 239-8) es una estrella en la constelación de la Osa Mayor de magnitud aparente +6,49. Se encuentra a 33,0 años luz del sistema solar, siendo Gliese 487, a poco más de 5 años luz de distancia, la estrella conocida más cercana a HR 5256.
HR 5256 es una enana naranja de tipo espectral K3V. Con una temperatura efectiva de 4843 K, es una estrella de la secuencia principal más pequeña y tenue que el Sol, semejante a ε Eridani y a Gliese 892. Brilla con una luminosidad equivalente al 27% de la luminosidad solar y su masa es un 89% de la del Sol.
Su velocidad de rotación es de 1,3 km/s, si bien este valor es sólo un límite inferior, ya que el valor real depende de la inclinación de su eje respecto a la Tierra.
Aunque su edad no es bien conocida, puede ser una estrella antigua de 9300 millones de años de edad —el doble que la del Sol—.
HR 5256 es una estrella rica en metales, con una abundancia relativa de hierro un 40% superior a la del Sol. Este enriquecimiento es también patente en elementos como silicio, magnesio o titanio.